# Kono (peuple de Guinée)
Pour les articles homonymes, voir Kono.
Ne doit pas être confondu avec Kono (peuple de Sierra Leone).
Les Konos sont une population d'Afrique de l'Ouest, vivant principalement en Guinée forestière autour de la préfecture de Lola, mais un peu aussi en Côte d'Ivoire sur la route entre Danané et Lola. Ils font partie d'un sous-groupe des Mandingues du sud comprenant les  Kpèllés, les Manons, et Yacoubas.

## Langue
Ils parlent le kono, une langue mandée. En Guinée le nombre de locuteurs de cette langue a été estimé à 90 000 en 2006.